# Dead Letters (серия комиксов)
Dead Letters — ограниченная серия комиксов, состоящая из 12 выпусков, которую в 2014—2016 годах издавала компания Boom! Studios.

## Синопсис
Главным героем серии является Сэм Уистлер. Комикс начинается с того, что он приходит в себя в гостиничном номере, одетым в больничную одежду и с перебинтованными руками, ничего не помня.

### Выпуски
| №  | Название                             | Дата выхода     | Оценка на Comic Book Roundup    | Предполагаемый объём продаж (первый месяц) |
| -- | ------------------------------------ | --------------- | ------------------------------- | ------------------------------------------ |
| 1  | Nightmare Town                       | 2 апреля 2014   | 7,9 из 10 на основе 15 рецензий | 7 605, позиция в Северной Америке — 226    |
| 2  | The Long Goodbye                     | 7 мая 2014      | 6,6 из 10 на основе 4 рецензий  | 5 278, позиция в Северной Америке — 280    |
| 3  | If He Hollers Let Him Go             | 11 июня 2014    | 6,6 из 10 на основе 5 рецензий  | н/д                                        |
| 4  | The Name of the Game is Death        | 30 июля 2014    | 8,2 из 10 на основе 2 рецензий  | н/д                                        |
| 5  | Double Indemnity                     | 8 октября 2014  | 8,9 из 10 на основе 4 рецензий  | н/д                                        |
| 6  | Hell’s Half/Acre                     | 26 ноября 2014  | 10 из 10 на основе 1 рецензии   | н/д                                        |
| 7  | Always Outnumbered, Always Outgunned | 21 января 2015  | 9,2 из 10 на основе 2 рецензий  | н/д                                        |
| 8  | The Big Nowhere                      | 11 марта 2015   | 8 из 10 на основе 1 рецензии    | н/д                                        |
| 9  | The Killer Inside Me                 | 6 мая 2015      | н/д                             | н/д                                        |
| 10 | The Red Harvest                      | 19 августа 2015 | н/д                             | н/д                                        |
| 11 | Devil in a Blue Dress                | 9 декабря 2015  | н/д                             | н/д                                        |
| 12 | The Big Gold Dream                   | 13 января 2016  | н/д                             | н/д                                        |

### Сборники
| Название                   | Тип            | Дата выхода     | Собранный материал | Кол-во страниц | ISBN                       | Предполагаемый объём продаж (первый месяц) |
| -------------------------- | -------------- | --------------- | ------------------ | -------------- | -------------------------- | ------------------------------------------ |
| Vol. 1: The Existential Op | Мягкая обложка | 20 августа 2014 | Dead Letters #1-4  | 112            | 978-1608864539, 1608864537 | 827, позиция в Северной Америке — 116      |
| Vol. 2: Saints of Nowhere  | Мягкая обложка | 27 января 2016  | Dead Letters #5-4  | 128            | 978-1608864911, 160886491X | н/д                                        |
| Vol. 3: The Devil’s Chorus | Мягкая обложка | 29 июня 2016    | Dead Letters #9-12 | 112            | 978-1608868544, 1608868540 | н/д                                        |

## Отзывы
На сайте Comic Book Roundup серия имеет оценку 8,2 из 10 на основе 34 рецензий. Бенджамин Бейли из IGN дал дебюту 8,9 балла из 10 и посчитал, что «в целом комикс выглядит превосходно». Грег Макэлхаттон из Comic Book Resources назвал первый выпуск «хорошим началом для серии, в которой разыгрывается вступительная тайна, но в то же время вводится и более серьёзная загадка». Майкл Моччио из Newsarama поставил дебюту оценку 5 из 10 и писал, что «он имеет чёткую и линейную последовательность событий, а также чётко определяет конфликт». Его коллега Скотт Седерланд дал первому выпуску столько же баллов и раскритиковал наличие слишком большого количества персонажей и «поспешных последовательностей», сказав, что они лишь «отвлекают» читателя. Алекс Уайлд из Comics Bulletin вручил дебюту 3 звезды с половиной из 5 и отметил, что его «не впечатлил дизайн». Тони Герреро из Comic Vine дал первому выпуску 5 звёзд из 5 и посчитал, что «рисунок и цвета отражают настроение истории и придают ей ощущение, отличное от типичного комикса».